# Absolut Vodka
Absolut Vodka là một thương hiệu rượu vodka được sản xuất ở Åhus, Skåne, miền nam Thụy Điển. Absolut thuộc sở hữu của tập đoàn Pernod Ricard (Pháp); tập đoàn này đã mua lại Absolut năm 2008 từ chính phủ Thụy Điển vởi giá 5,63 tỉ €.
Absolut là thương hiệu rượu mạnh lớp thứ 3 thế giới, sau Bacardi và Smirnoff, có mặt tại 126 quốc gia.